# A Sacrifice to Civilization
A Sacrifice to Civilization est un film muet américain réalisé par Hobart Bosworth et sorti en 1911.

## Fiche technique
- Réalisation : Hobart Bosworth
- Production : William Nicholas Selig
- Date de sortie : 
  - États-Unis : 27 juin 1911

## Distribution
- Hobart Bosworth
- Betty Harte
- Elaine Davis
- George Hernandez
- Anna Dodge
- Frank Clark
- Eugenie Besserer